# Zunilito
Zunilito è un comune del Guatemala facente parte del dipartimento di Suchitepéquez.
Il comune venne istituito il 12 giugno 1928.